# Gewöhnliche Rundblattnase
Die Gewöhnliche Rundblattnase (Hipposideros caffer) ist eine Fledermaus aus der Familie der Rundblattnasen (Hipposideridae), die in Afrika beheimatet ist.
Der Gattungsname Hipposideros leitet sich vom griechischen „hippos“ (Pferd) und „sideros“ (Eisen) ab und bezieht sich auf die hufeisenförmige Struktur des Nasenblatts.
Der Artname caffer kommt von dem in Südafrika lebenden Volk der Xhosa, welches die Europäer früher Kaffer nannten.

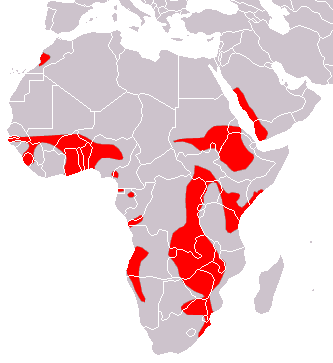
Verbreitungsgebiet der Gewöhnlichen Rundblattnase

## Beschreibung
Die Gewöhnliche Rundblattnase ist mit einer Gesamtlänge von 80 bis 90 mm, einer Unterarmlänge von 43 bis 48 mm, einer Flügelspannweite von rund 200 mm und einem durchschnittlichen Gewicht von 8 bis 10 g eine mittelgroße Fledermaus. Die Weibchen sind etwas kleiner (9,5 g) als die Männchen (11 g). Wie die meisten Hufeisennasen besitzt auch die Gewöhnliche Rundblattnase eine typische nasale Struktur bestehend aus zwei Nasenblättern, welche einem Hufeisen ähneln. Die Form der Nasenblätter unterscheidet diese Art auch von anderen Rundblattnasen. Die Fellfarbe wechselt saisonal von grau zu rötlichem gold-gelb, wobei Jungtiere öfters grau gefärbt sind als ausgewachsene Individuen. Die teilweise sympatrische Schwesterart Hipposideros ruber ist meist größer (Unterarmlänge > 48 mm), hat eine rötlichere Fellfarbe und bevorzugt bewaldete Gebiete als Lebensraum gegenüber der Savanne, in welcher die Gewöhnliche Rundblattnase zu finden ist.

## Lebensweise
Die Gewöhnliche Rundblattnase ist ein wendiger Flieger, der auch zu kurzen Schwebflügen fähig ist, und ist wie die meisten Fledermäuse nachtaktiv. Sie kommt vor allem in Savannen vor und ist spezialisiert auf Nachtfalter (Lepidoptera). Die Beute wird sowohl im Flug als auch von Oberflächen wie Blättern gefangen. Dabei ist die Fledermaus darauf angewiesen, dass die Beute mit den Flügeln schlägt, wahrscheinlich weil sie sich bei der Echoortung doppler-verschobene Informationen zunutze macht, um die Beute zu detektieren. Die durchschnittliche Frequenz der Echoortungsrufe liegt bei 140 kHz und ist damit für das menschliche Ohr nicht hörbar. Die Echoortungsrufe sind typischerweise höherfrequentig als die von Hipposideros ruber.
Tagsüber hängt die Art in Höhlen, Minen, hohlen Bäumen, in Hausdächern und in Dachböden. Für nächtliche Pausen werden andere Hangplätze aufgesucht als tagsüber. Die Gruppengröße kann je nach Hangplatz bis zu 500.000 Fledermäuse umfassen, wobei die Tiere nahe beieinander hängen, sich jedoch meist nicht berühren. Oft findet man in denselben Taghangplätzen auch andere Fledermausarten wie die Ägyptische Schlitznase (Nycteris thebaica), Coleura afra, Hipposideros ruber und Rhinolophus denti. Die Kolonien setzen sich wahrscheinlich aus mehreren polygynen Harems zusammen, welche aus einem Männchen mit mehreren Weibchen bestehen.
Zu den bekannten Fressfeinden zählt unter anderem der Fledermausadler (Macheirhamphus alcinus). Nebst verschiedenen Ektoparasiten wurde für die Gewöhnliche Rundblattnase auch der Endoparasit Trypanosoma leleupi nachgewiesen, welcher verwandt ist mit dem Erreger, der bei Menschen die Afrikanische Schlafkrankheit auslöst. Eine Übertragung auf den Menschen ist jedoch nicht bekannt und unwahrscheinlich.

## Fortpflanzung

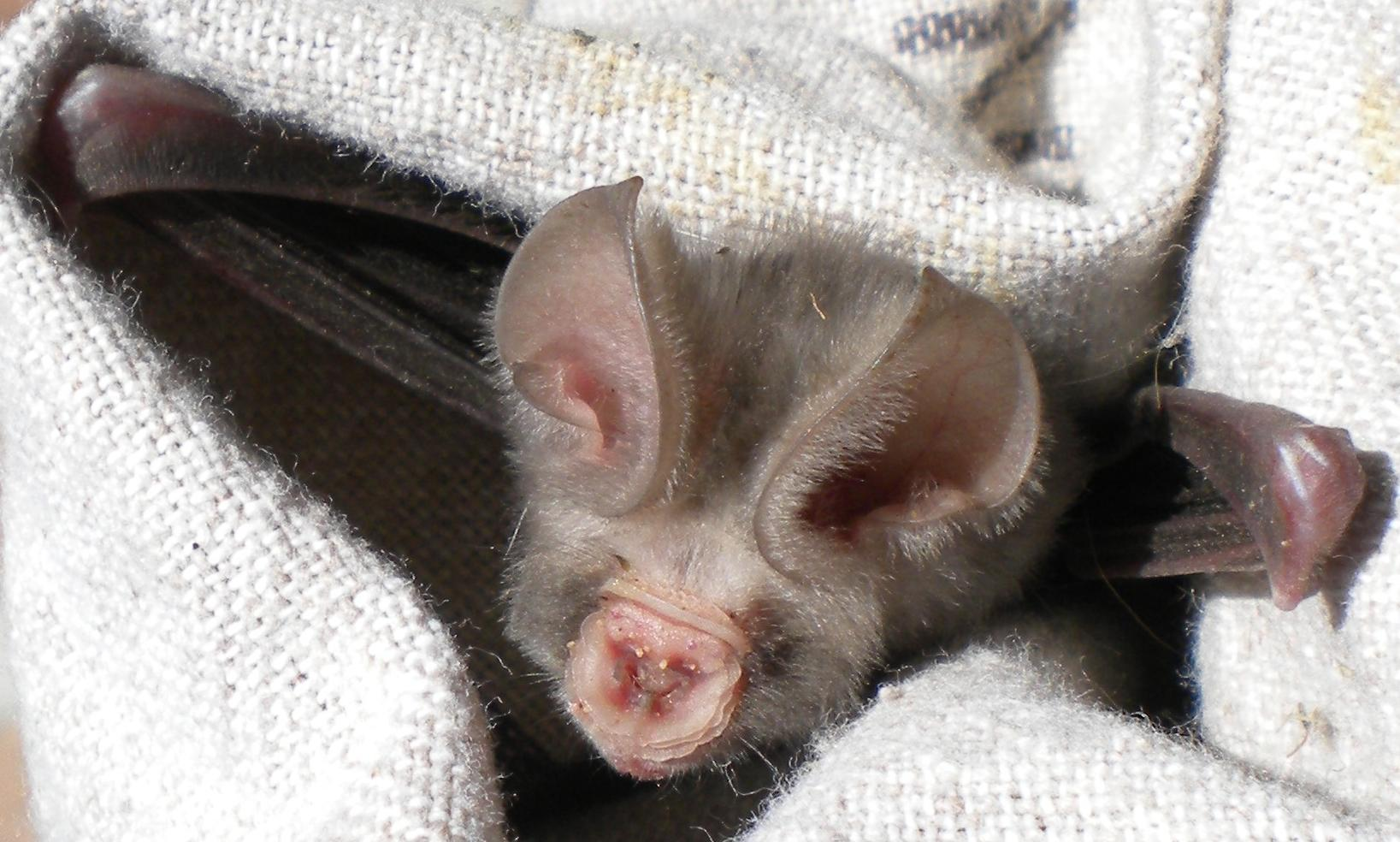
Jungtier

Die Tragezeit der Gewöhnlichen Rundblattnase beträgt je nach Region 3,5–4 Monate. In Nigeria vergehen zwischen der Paarung und der weiteren Entwicklung des Trophoblasten zwei Monate, was zu einer Gesamttragezeit von 5 Monaten führt.
Weibchen aus Populationen auf der nördlichen Hemisphäre gebären jeweils ein Jungtier zwischen März und April, während Weibchen auf der südlichen Hemisphäre zwischen Oktober und November ein Jungtier zur Welt bringen. Zwischen 13°N und 15°S ist die Art entweder bimodal polyöstrisch oder kann das ganze Jahr hindurch reproduzieren. Die Jungtiere werden haarlos und mit geschlossenen Augen geboren.
Direkt nach der Geburt tragen die Weibchen ihr Jungtier im Flug mit sich herum, jedoch verbleiben die Jungen nach spätestens einem Monat im Hangplatz während die Weibchen auf Futtersuche gehen. Die Jungtiere werden insgesamt 3–3,5 Monate gesäugt und beginnen ab dem Alter von einem Monat erste Flugversuche.

## Verbreitung
Die Gewöhnliche Rundblattnase hat ein weites Verbreitungsgebiet, von der westlichen Arabischen Halbinsel über verstreute Gebiete südlich der Sahara, wobei dicht bewaldete Gebiete ausgenommen sind. Zudem kommt die Art im südlichen Algerien, in Zentral-Niger, im östlich Tschad, an der Grenze zwischen Senegal und Mauretanien sowie an der Küste Marokkos vor.
Die IUCN schätzt die Gewöhnliche Rundblattnase dank ihrer weiten Verbreitung als ungefährdet ein, weist jedoch auf die zurückgehenden Populationen und taxonomischen Unsicherheiten hin.